# Don't Stop (Megan Thee Stallion)
Don't Stop è un singolo della rapper statunitense Megan Thee Stallion, pubblicato il 2 ottobre 2020 come secondo estratto dal primo album in studio Good News.
Il brano vede la partecipazione del rapper statunitense Young Thug.

## Promozione
La canzone è stata eseguita per la prima volta dal vivo il 3 ottobre 2020 da Megan Thee Stallion e Young Thung durante la prima puntata stagione di Saturday Night Live.

## Video musicale
Il video musicale, reso disponibile in concomitanza con l'uscita del brano, è stato diretto da Colin Tilley ed è caratterizzato dalla presenza di riferimenti ai film Alice nel Paese delle Meraviglie e Edward mani di forbice.

## Tracce
Testi e musiche di Megan Pete, Jeffery Lamar e Tyron Buddah Douglas.
1. Don't Stop (feat. Young Thug) – 3:07

## Formazione
Musicisti
- Megan Thee Stallion – voce
- Young Thug – voce aggiuntiva

Produzione
- Buddha Bless – produzione
- A. "Bainz" Bains – ingegneria del suono, registrazione
- Shawn "Source" Jarrett – ingegneria del suono
- Aresh Banaji – assistenza all'ingegneria del suono
- Colin Leonard – mastering
- Jaycen Joshua – missaggio
- Jacob Richards – assistenza al missaggio
- Mike Seaberg – assistenza al missaggio

## Successo commerciale
Nella Billboard Hot 100 Don't Stop ha esordito alla 30ª posizione con 5 000 vendite pure e 13,8 milioni di riproduzioni streaming accumulati durante la sua prima settimana di disponibilità.

## Classifiche
| Classifica (2020) | Posizione massima |
| ----------------- | ----------------- |
| Canada            | 97                |
| Stati Uniti       | 30                |